# Euphorbia halipedicola
Euphorbia halipedicola là một loài thực vật có hoa trong họ Đại kích. Loài này được L.C.Leach mô tả khoa học đầu tiên năm 1970.

## Hình ảnh

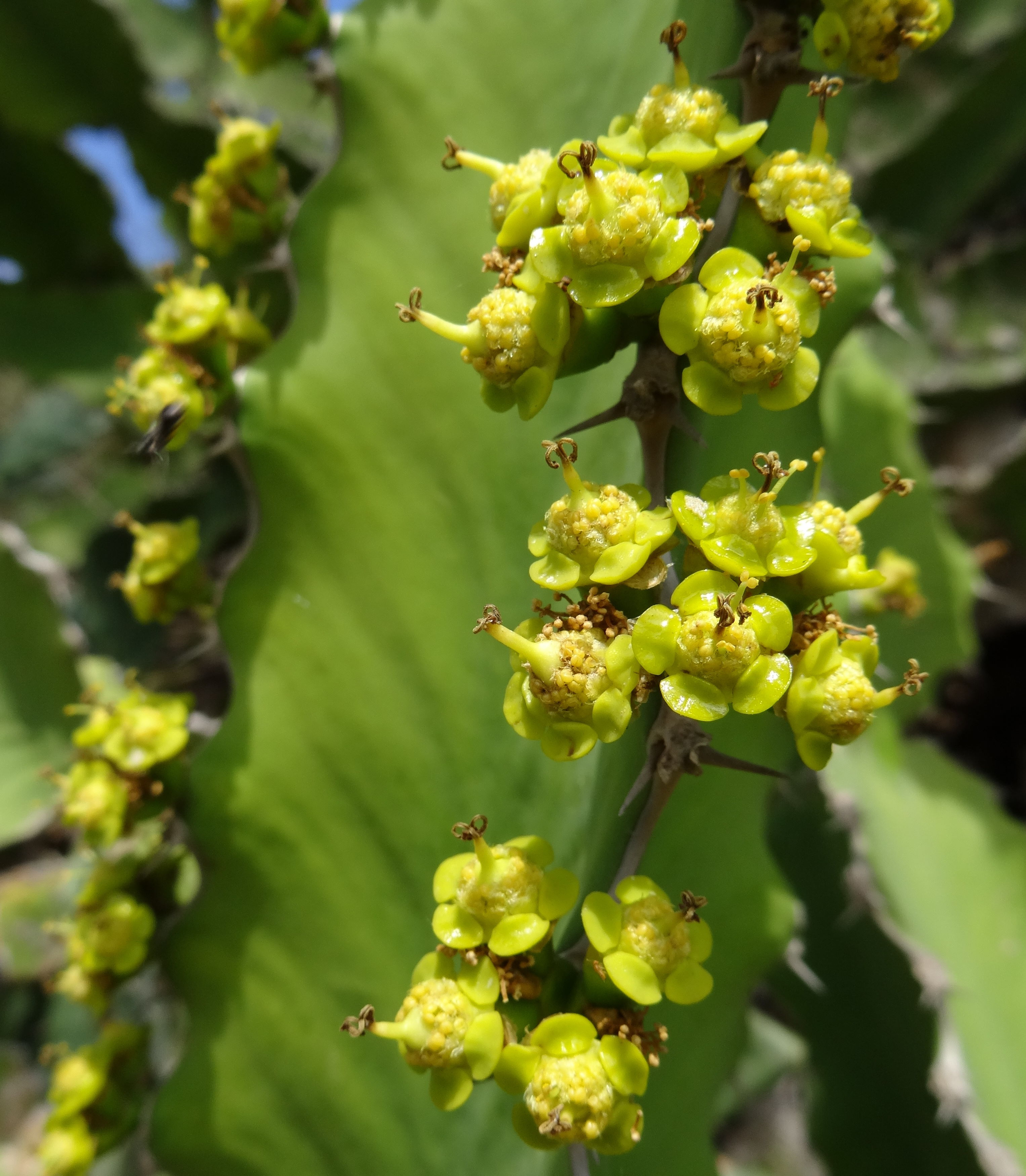
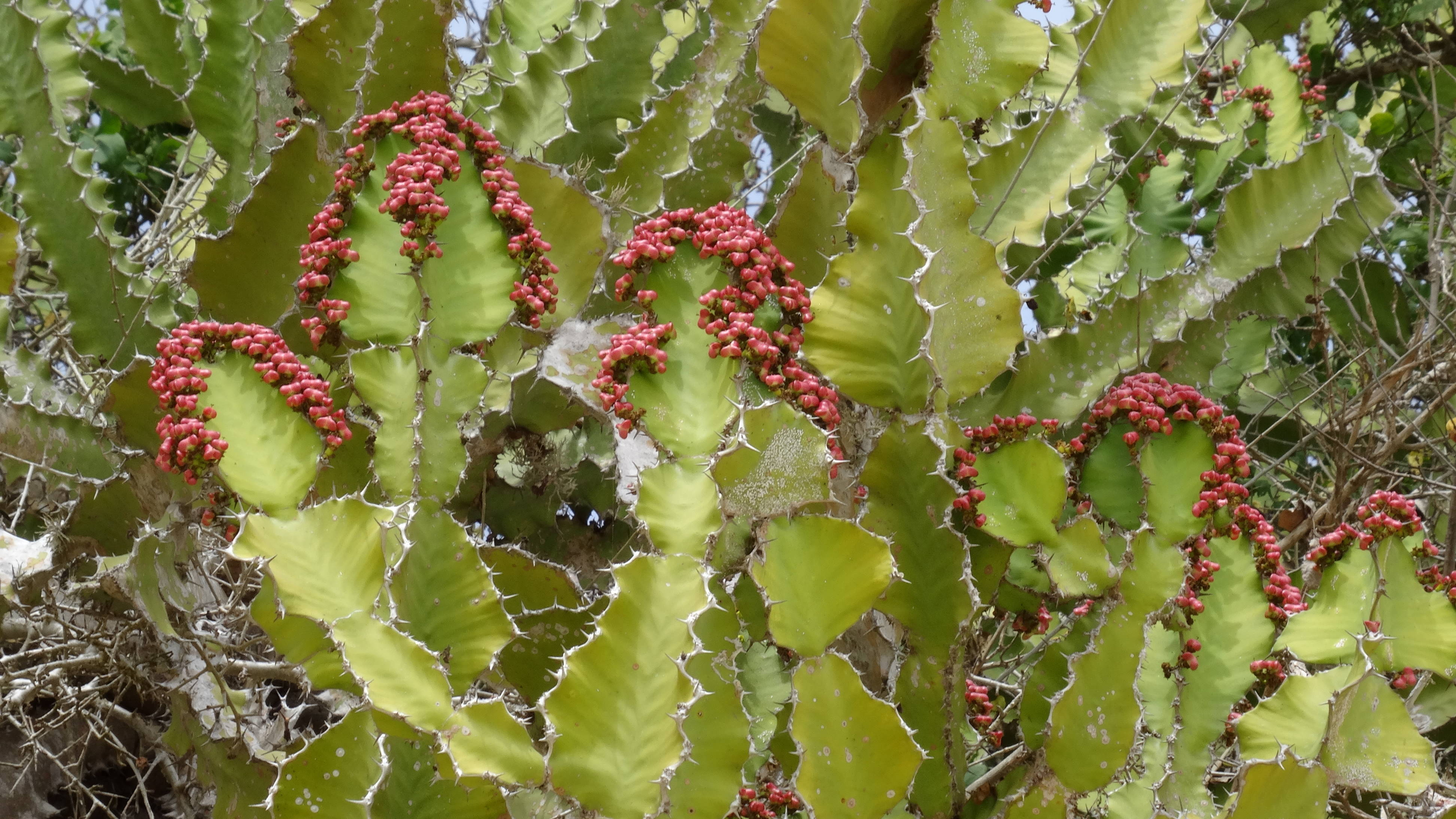
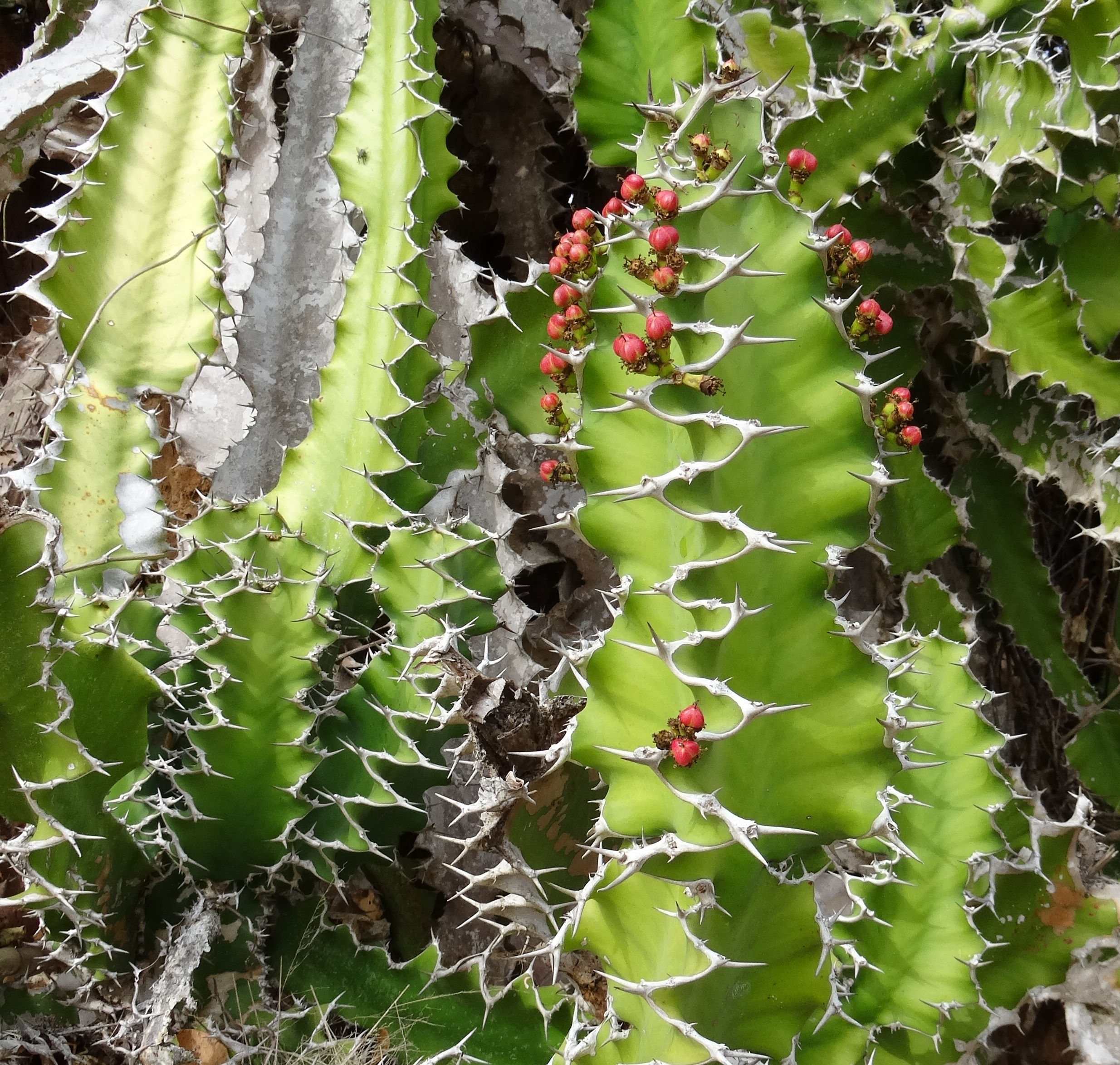
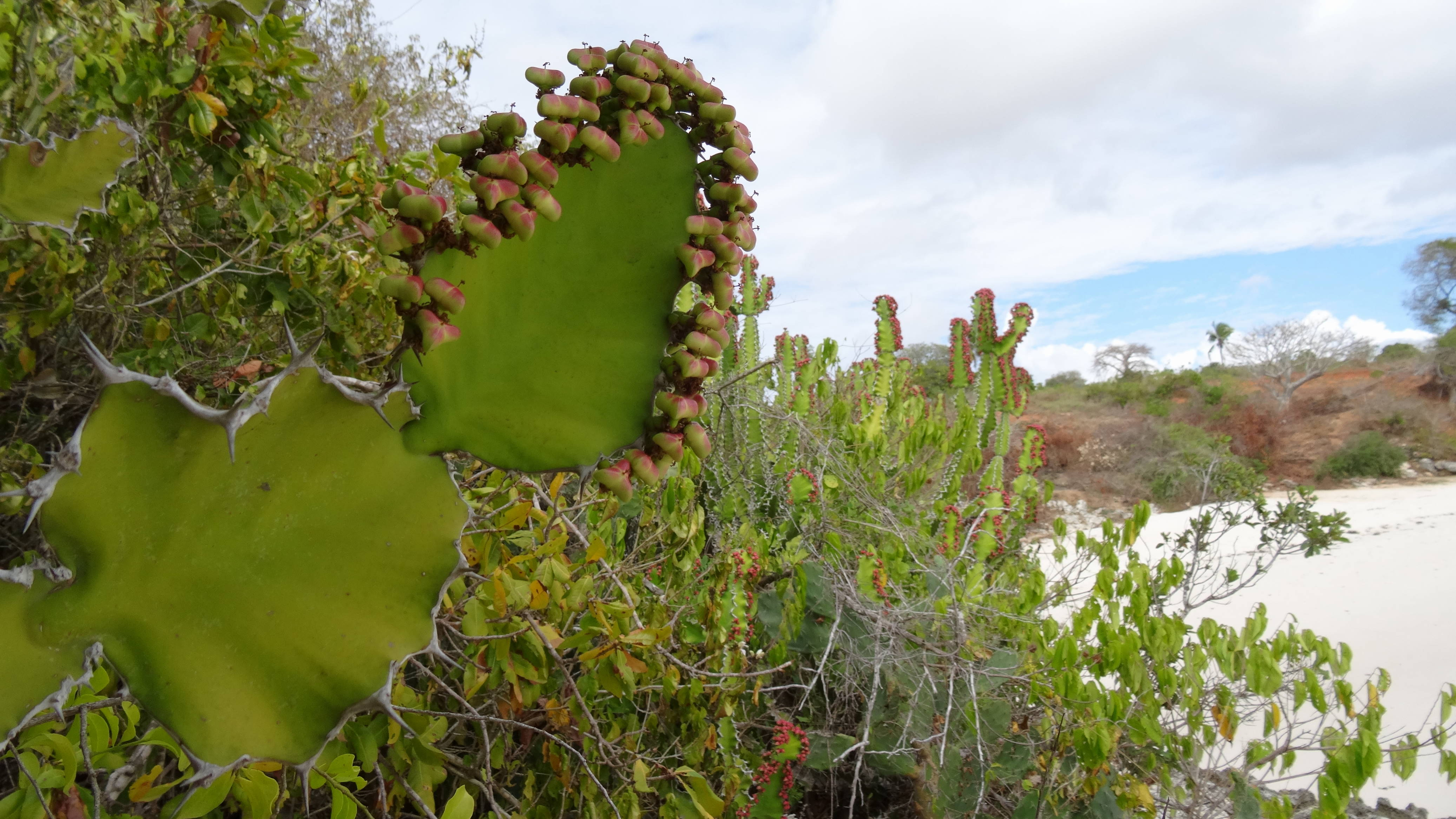